# Milka Bjelica
Milka Bjelica (in serbo Милка Бjелица?; Belgrado, 22 giugno 1981) è un'ex cestista montenegrina.
Ha un fratello minore, Milko, anche lui cestista e una sorella minore, Ana, pallavolista che, al contrario dei fratelli, ha deciso di rappresentare la Serbia.

## Carriera

### Club
Milka Bjelica ha iniziato la sua carriera da cestista professionista in Serbia, nazione di nascita, prima con la Stella Rossa (1997-2000), poi con l'Hemofarm Vršac (2000-2002) ed infine nuovamente alla Stella Rossa (2002-03). Durante i primi 3 anni da professionista, ha partecipato a due edizioni della Coppa Ronchetti: con la Stella Rossa nel 2000 (chiudendo con medie di 13,3 punti e 4,9 rimbalzi ed uscendo ai sedicesimi di finale) e con il Hemofarm Vršac nel 2002 (terminando con medie di 9,5 punti e 6,1 rimbalzi ed arrivando sino agli ottavi di finale). La stagione 2003-2004 l'ha disputata in Ungheria con lo Szolnoki MÁV Coop, arrivando in finale di EuroCup Women persa contro le russe del Baltiyskaya Zvezda Saint Petersburg. Giocatrice che ricopre il ruolo di ala-pivot ha giocato nel massimo campionato italiano con Alghero nella stagione 2004-05 (doppia-doppia di medie in campionato con 18,1 punti e 10,1 rimbalzi), con Taranto nelle stagioni 2005-06 (gioca l'All-Star Game e chiude in campionato con medie di 16 punti e 8,2 rimbalzi) e 2006-07 (medie in campionato di 12,5 punti e 7,4 rimbalzi ed in EuroCup Women di 14,5 punti e 6 rimbalzi).
Si è poi trasferita in Spagna, al Valencia: vince sia la Supercoppa di Spagna che il Campionato di Spagna. La stagione 2008-09 (medie in campionato di 10,7 punti e 8,1 rimbalzi) la disputa nelle file del Faenza con il quale si è aggiudicata la Coppa Italia 2009. Tra l'agosto-settembre del 2008 e l'agosto-settembre 2009 ha disputato con la Nazionale di pallacanestro femminile del Montenegro le qualificazioni della Division B per accedere alla Division A nel 2010-2011. Quindi si trasferisce prima in Lituania al Teo Vilnius con cui disputa 9 partite (media di 11,7 punti e 9,2 rimbalzi) in EuroLeague Women e poi ritorna in Italia, per giocare con le campane del Napoli Basket Vomero la stagione 2009-10 (medie in campionato di 13,6 punti e 9,6 rimbalzi), salvandosi in finale playout vinta 2-1 contro Livorno. Dall'estate del 2010 milita con la squadra polacca del Lotos Gdynia (medie in campionato di 12 punti e 9,2 rimbalzi ed in EuroLeague Women di 13,3 punti e 6,1 rimbalzi) con cui vince la Coppa di Polonia e partecipa anche all'All-Star Game. Dall'estate del 2011 gioca, sempre in Polonia, con il Wisla Krakow.
Si è poi trasferita prima in Romania per giocare con il Targoviste e poi in Turchia dove ha militato al Beşiktaş prima di approdare allo ZVVZ USK Praga.

### Nazionale
Con le nazionali maggiori di pallacanestro femminile con le quali ha giocato, ha partecipato ad un Campionato mondiale: 12ª nel 2002 (con la Jugoslavia) ed a 4 edizioni dei Campionati europei: 7ª nel 1999 (con la Jugoslavia), 5ª nel 2001 (ancora con la Jugoslavia), 8ª nel 2003 (con la Serbia-Montenegro) e 6ª nel 2011 (con il Montenegro).
Con le nazionali giovanili invece ha partecipato nel 1997 al Campionato europeo categoria Cadette giungendo 7ª con la Jugoslavia e nel 1998 al Campionato europeo categoria Juniores arrivando 5ª con la Serbia-Montenegro.

## Palmarès
- Supercoppa di Spagna: 1
Godella-Valencia: 2008
- Campionato di Spagna: 1
Godella-Valencia: 2008
- Coppa Italia: 1
Club Atletico Faenza: 2009
- Coppa di Polonia: 1
Lotos Gdynia: 2011